# Beddington
Beddington is een gebied in het Londense bestuurlijke gebied Sutton, in de regio Groot-Londen.

## Galerij

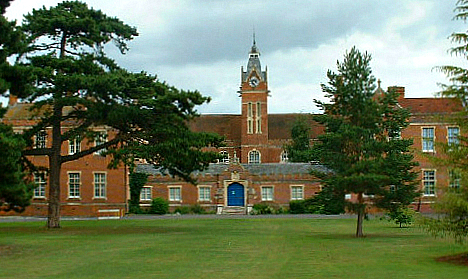
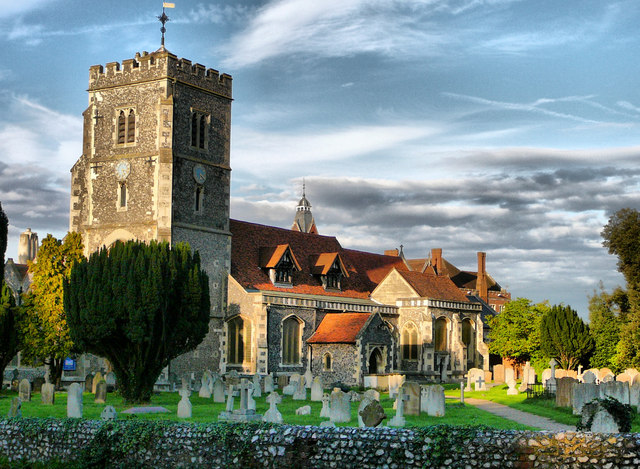
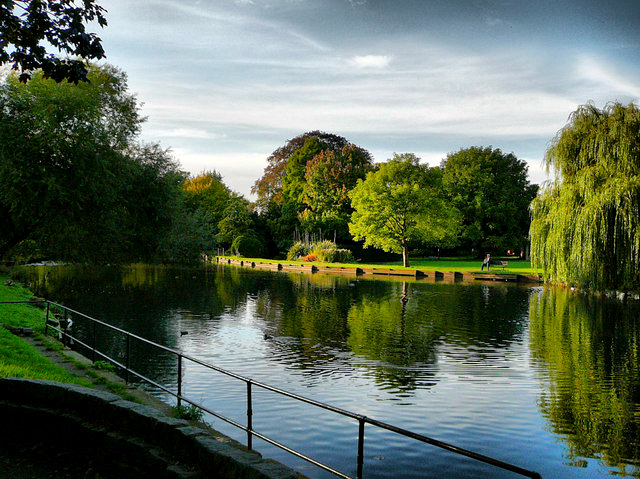
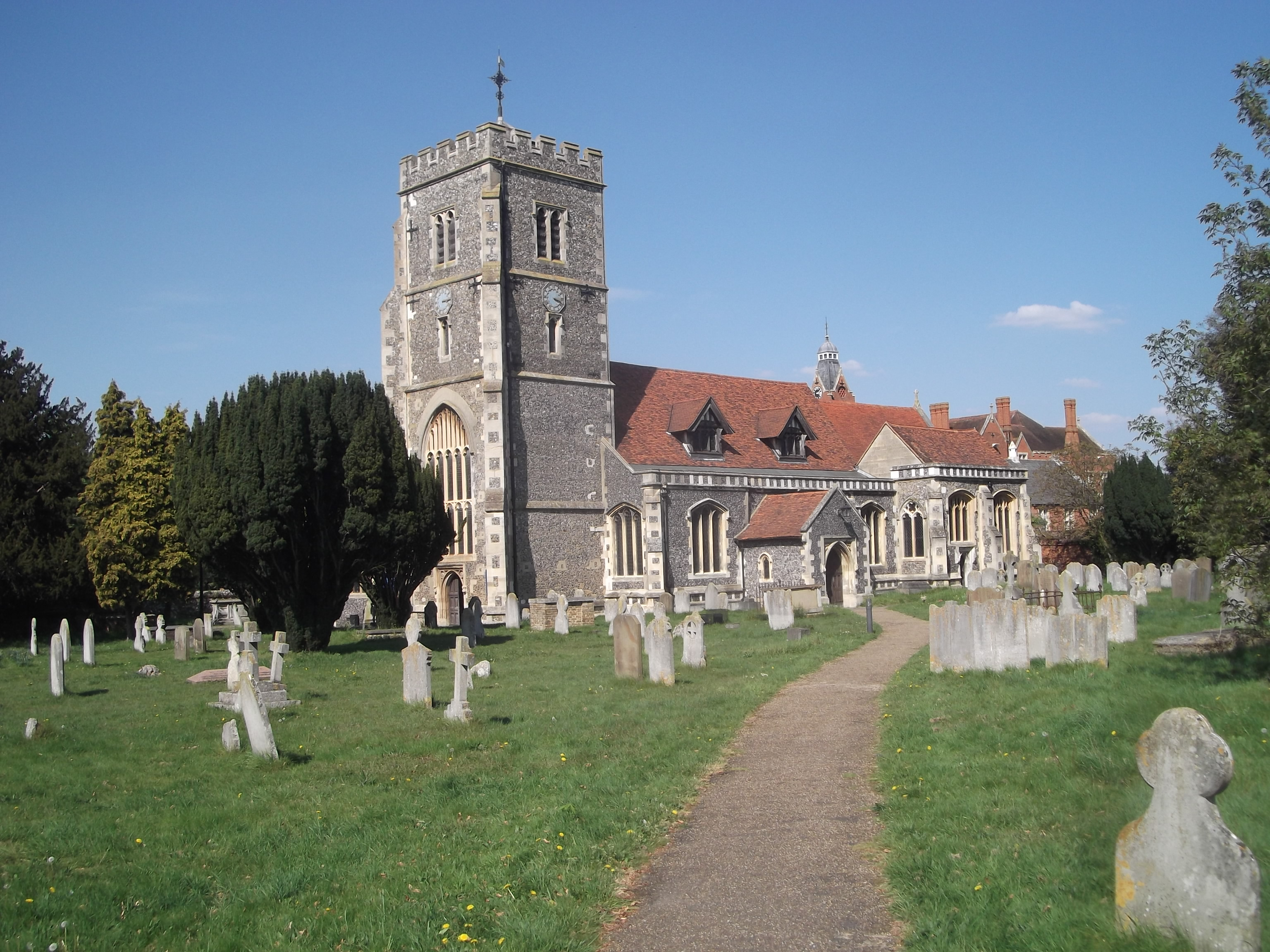